# Universidade da Coruña

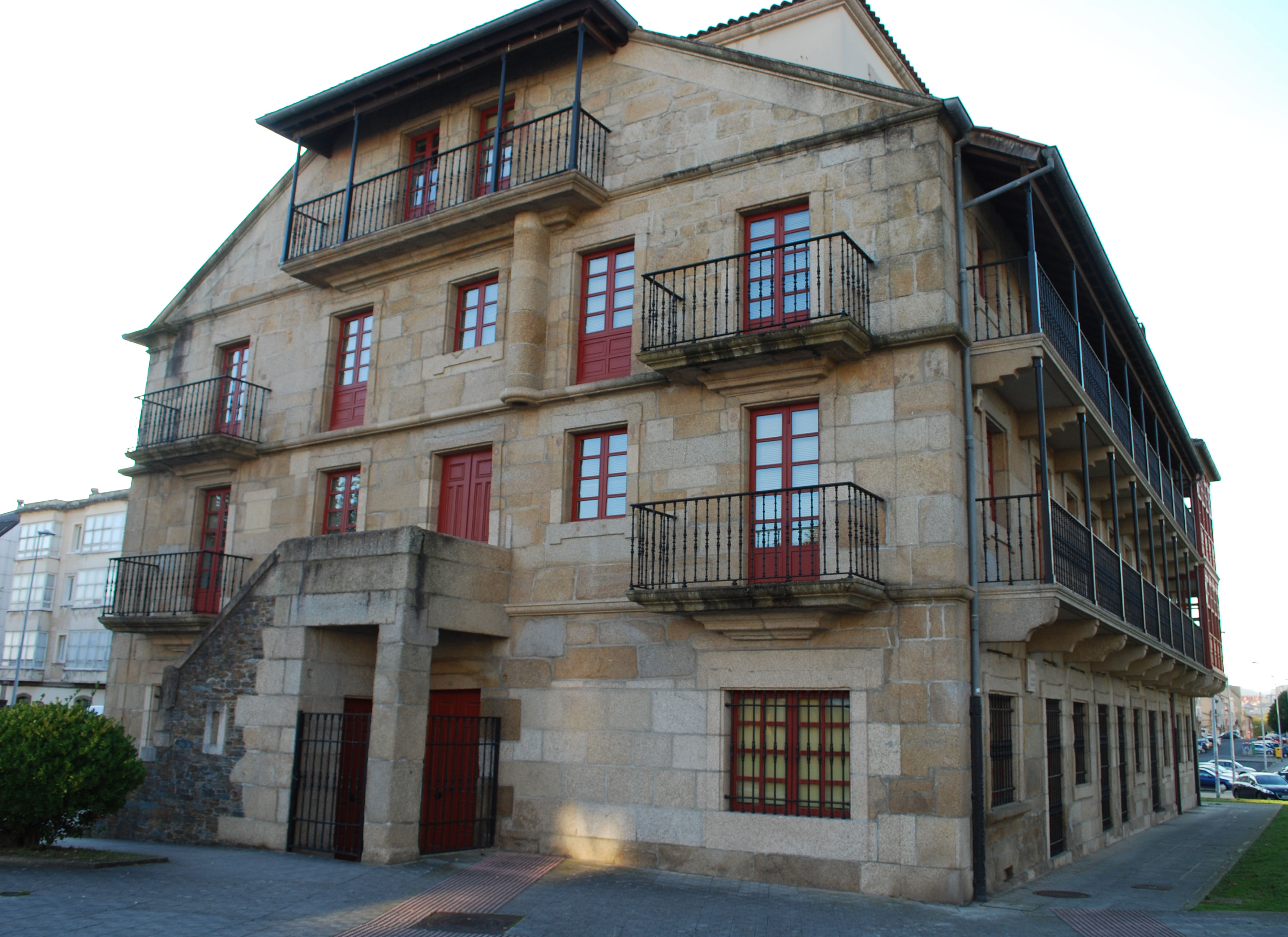
Biblioteca Casa do Patín, på Campus d'Esteiro i Ferrol.

Universidade da Coruña är ett statligt universitet i A Coruña i Galicien i Spanien. 
Det 1495 grundade Universidade de Santiago de Compostela inrättade 1980 ett campus i A Coruña. År 1980 blev verksamheten ett självständigt universitet. Det sammanslogs 1990 med den på 1960-talet grundade navigationsskolan Escuela de Peritos Navales de Ferrol i Ferrol, och Universidade da Coruña har idag campus både i A Coruña (i Elviña, i Zapateira samt i Ozasom), Ferrol och Oleiros.